# Талица (приток Чарыша)
Талица — река в Усть-Канском районе Республики Алтай, правый приток Чарыша. Длина реки составляет около 40 км.
Берёт начало на Бащелакском хребте, на восточном склоне горы Загриха, на высоте около 2200 метров. В верхнем течении река принимает два притока — ручьи Правая Талица (пр.) и Ануйская Талица (лв.). Следующий ручей — Чурилка (лв.), впадает в Талицу на высоте 1004 метра. Крупнейший приток — Солоновка (лв.) Талица принимает в среднем течении. Другие притоки — Иванов (лв.), Волонкова (пр.) и Подъёмный (пр.). Впадает в Чарыш в 481 км по правому берегу. На реке расположены населённые пункты Санаровка и Талица.